# Lleó P
Lleó P és una galàxia nana a la constel·lació del Lleó, a aproximadament 5 o 6 milions d'anys llum de la Terra, descoberta en 2013.
Malgrat a no aportar major informació astronòmica, posseeix grans reserves de gas i una formació estel·lar actual considerades inusuals per a una galàxia nana. La primera paraula del seu nom es deu a la constel·lació a la qual pertany, mentre que la lletra «P» significa «verge».